# 하플로그룹 L (Y-DNA)

하플로그룹 L의 분포

하플로그룹 L-M20은 인류 Y-DNA 하플로그룹의 일종으로, 하플로그룹 K의 하위분기인 LT (K1)에서 갈라져나와 K1a로도 불린다. 약 30,000년 ~ 43,000년 전에 남아시아 또는 서아시아에서 처음 발생한 것으로 추정된다.
많은 학자들은 L이 서아시아에서 발생하였을 것으로 추정하며 인더스 지역을 따라서 확장된 것을 신석기 시대의 농업 확산과 연관짓는다. 한편 일부 학자는 이것이 파미르고원에서 유래하였을 것이라고 주장하기도 한다.
하플로그룹 L은 남아시아의 전체에 걸쳐 높고 낮은 비율로 검출되는데, 특히 발로치스탄 (28%), 북부 아프가니스탄, 남부 인도에서 높게 나온다. 또한 중동 여러 지역과 남유럽에서도 상당 비율로 나타난다.

## 계통수
- L-M20 M11, M20, M61, M185, L656, L863, L878, L879
  - L-M22 (L1) M22, M295, PAGES00121
    - L-M317 (L1b) M317, L655
      - L-M349 (L1b1) M349
      - L-M274 M274
      - L-L1310 L1310

    - L-L1304 L1304
      - L-M27 (L1a1) M27, M76, P329.1, L1318, L1319, L1320, L1321
      - L-M357 (L1a2) M357
        - L-PK3 PK3
        - L-L1305 L1305, L1306, L1307

  - L-L595 (L2) L595
    - L-L864 L864, L865, L866, L867, L868, L869, L870, L877

## 같이 보기
- 하플로그룹
- 하플로타입
- 인류 Y-염색체 DNA 하플로그룹
- 파라그룹